# Edward Knatchbull-Hugessen (1er baron Brabourne)
Edward Hugessen Knatchbull-Hugessen (29 avril 1829 - 6 février 1893) est un homme politique libéral puis conservateur britannique.

## Biographie

### Jeunesse et formation
Né Edward Hugessen Knatchbull, il est le plus jeune fils d'Edward Knatchbull, 9e baronnet, qui est deux fois Paymaster-General, et de sa deuxième épouse Fanny Catherine Knight, qui est une nièce de l'auteur Jane Austen. En 1849, il prend le nom de famille supplémentaire de Hugessen, qui est le nom de jeune fille de la mère de son père. Knatchbull-Hugessen fait ses études au Collège d'Eton et au Magdalen College, à Oxford, où il est président de l'Oxford Union.

### Carrière politique
En 1857, Knatchbull-Hugessen est élu député pour Sandwich, un siège qu'il occupe jusqu'en 1880. Il est Lords du Trésor sous Lord Palmerston de 1859 à 1860, sous-secrétaire d'État aux Affaires intérieures sous Lord Russell en 1866 et sous Gladstone de 1868 à 1871 et sous-secrétaire d'État pour les colonies sous Gladstone de 1871 à 1874. Il est admis au Conseil privé en 1873  et élevé à la pairie comme baron Brabourne, de Brabourne dans le comté de Kent, en 1880. Peu de temps après être devenu pair, il rejoint le parti conservateur, invoquant son opposition aux politiques interventionnistes de radicaux comme Joseph Chamberlain,. En 1882, il devient membre fondateur de la Liberty and Property Defence League.

### Travaux littéraires
Bien qu'oublié et plus lu aujourd'hui, Knatchbull-Hugessen est un auteur qui a écrit de nombreuses histoires courtes de fantaisie et de contes de fées. Il produit un livre ou deux de ces histoires chaque année de 1869 à 1894. Les collections ont été des succès populaires et commerciaux sur le marché du livre de Noël, et ses éditeurs les ont illustrées avec les principaux illustrateurs de leur temps tels que Gustave Doré et Richard Doyle.
Dans une lettre de 1971, Tolkien rappelle qu'en tant que petit enfant, sa lecture au coucher était les contes de fées de Knatchbull-Hugessen. Il se souvient surtout avoir été lu une histoire d'un ogre qui attrape son dîner en se déguisant en arbre.
Brabourne édite également la première édition des lettres de Jane Austen, publiée en 1884. Cette édition comprend environ les deux tiers de ses lettres survivantes et est dédiée à la reine Victoria. Il hérite des lettres après la mort de sa mère en décembre 1882.

## Famille
Il est marié deux fois: d'abord, le 19 octobre 1852, à St. Stephen's, Hertfordshire, à Anna Maria Elizabeth, fille cadette du révérend Marcus Richard Southwell, vicaire de cette église, par qui il a deux fils et deux filles:
- Katharine Cecilia Knatchbull-Hugessen (décédée le 21 mars 1926).
- Eva Mary Knatchbull-Hugessen (décédée le 23 octobre 1895).
- Edward Knatchbull-Hugessen, 2e baron Brabourne (5 avril 1857-29 décembre 1909), père de Wyndham Knatchbull-Hugessen, 3e baron Brabourne.
- Cecil Knatchbull-Hugessen, 4e baron Brabourne (27 novembre 1863-15 février 1933).

Lady Brabourne est décédée le 2 mai 1889 et le 3 juin 1890, Lord Brabourne se remarie avec Ethel Mary Walker, fille du colonel Sir George Gustavus Walker . Ils ont deux enfants:
- Adrian Knatchbull-Hugessen (en) (5 juillet 1891-30 mars 1976).
- Alicia Mary Dorothea Knatchbull-Hugessen (18 février 1893 - 15 janvier 1974).

Il meurt le 6 février 1893 à Smeeth Paddocks et est enterré dans le cimetière St Mary the Virgin à Smeeth, Kent, le 9 février.
Lord Brabourne est remplacé par son fils aîné de son premier mariage, Edward.

## Distinctions
- Médaille du jubilé d'or de Victoria (21 juin 1887)